# Simone I Nagymartoni
Simone (I) Nagymartoni, anche riportato dalle fonti come Bajóti o Martinsdorfi (in ungherese Nagymartoni (I.) Simon; ... – dopo il 1250), fu un cavaliere e diplomatico ungherese di origine aragonese vissuto nella prima metà del XIII secolo.
Stabilitosi assieme ai suoi fratelli in Ungheria, la famiglia si integrò nell'élite sociale locale e divenne un fedele confidente dei re Andrea II e Béla IV.

## Biografia

### Migrazione in Ungheria
(Chronica Picta)
(Simone di Kéza,  Gesta Hunnorum et Hungarorum)
L'arrivo di Simone e della sua famiglia in Ungheria è narrato da due cronisti quasi coevi, Ákos (poco dopo il 1270) – la cui opera è parzialmente testimoniata nella Chronica Picta del XIV secolo – e Simone di Kéza, autore delle Gesta Hunnorum et Hungarorum (poco dopo il 1280). Le circostanze e il momento del loro arrivo sono narrati in modo diverso dai due cronisti. Mentre Ákos sostiene che la famiglia giunse in Ungheria al seguito della regina Iolanda di Courtenay, che divenne la seconda moglie di re Andrea II d'Ungheria nel 1215, Simone di Kéza narra che la famiglia scortò Costanza d'Aragona, moglie di re Emerico in Ungheria a cavallo tra il XII e il XIII secolo. Sebbene entrambi gli autori alludano ai loro castelli nella penisola iberica («Boiot»), i loro scontri contro il «sultano di Tunisi» (probabilmente Abu Zakariyya Yahya) a Maiorca e Minorca e all'investitura dello stemma che ne derivò, i due autori non concordano sul motivo per cui lasciarono l'Aragona; secondo Ákos, l'ignoto padre di Simone I e Bertrando (o Bertrando) si ribellò al re Giacomo I d'Aragona, circostanza che fece sì venisse imprigionato. I suoi giovani figli decisero di fuggire dal regno e cercare rifugio in Ungheria. Al contrario, Simone di Kéza scrive che i fratelli furono coinvolti in un conflitto con un conte non identificato e, sebbene lo sconfissero, l'ostilità che ne derivò li costrinse a di stabilirsi in Ungheria. Inoltre, Simone di Kéza non omette di menzionare Tota, sorella di Simone e Bertrando, che fu dama di compagnia della regina Costanza e sposò il potente aristocratico Benedetto, figlio di Korlát, nel 1201 o 1202. Le furono concessi i feudi di Nagymarton (l'odierna Mattersdorf, in Austria) nel comitato di Sopron e Bajót, nel comitato di Strigonio, come parte della sua dote ereditaria, gettando le basi per l'ascesa sociale della famiglia dei Nagymartoni in Ungheria.
Sebbene Tota fosse effettivamente una dama di compagnia della regina Costanza, non è probabile che Simone e Bertrando fossero giunti in Ungheria durante il regno di re Emerico. La lettera di donazione del 1202 a Tota narra che ella lasciò genitori, fratelli e parenti quando accompagnò Costanza in Ungheria. Un documento di Andrea II del 1223 riferisce che Simone era già venuto in Ungheria per far visita alla sorella, quando si era ingraziato Andrea a tal punto da convincerlo a stabilirsi nel regno. Anche lo storico Attila Zsoldos ha sostenuto che Simone e Bertrando fossero approdati in Ungheria soltanto durante il regno di Andrea II. Antal Pór ha ipotizzato che il fratello minore Bertrando si fosse stabilito in Ungheria anche più tardi. Zsoldos ha creduto che, se qualcuno della famiglia avesse partecipato alla conquista di Maiorca del 1228-1231, unicamente Bertrando si stabilì in Ungheria anche prima del 1241.

### In Ungheria

#### Confidente di Andrea II

Stemma di Bajót, derivato dallo scudo di Nagymartonis

Simone viene definito con gli epiteti «Latinus», «Hispanus», «Yspanus» e «de Yspania» nei documenti ungheresi coevi. Il suo nome compare per la prima volta in Ungheria come membro del seguito del duca Béla nel 1220. In seguito divenuto uno dei più fedeli confidenti di re Andrea II, ricoprì la carica di ispán del comitato di Bars nel 1221. In virtù dei suoi servigi, a Simone fu concesso da Andrea II il possesso di Röjtökör, nel comitato di Sopron (Rahtukeuri, la moderna Neudörfl, in Austria) insieme ai relativi dazi di confine locali. L'insediamento, ceduto materialmente da Maurizio Pok, sorgeva lungo il fiume Leita, circostanza la quale lo rendeva un importante avamposto del Transdanubio Occidentale. Tuttavia, Teha (o Teka), un ciambellano reale di origine ebraica, contestò la decisione del monarca; Teha si basò su una carta emessa prima del 1228 contro la donazione, ma nonostante ripetute richieste, non presentò il presunto documento alla corte reale. Pertanto, Andrea II confermò il diritto di proprietà di Simone su Röjtökör e dichiarò la carta di Teha invalida e non autentica nel 1228. Nel frattempo, sua sorella Tota morì senza aver avuto figli tra il 1221 e il 1230. La sua ricchezza – Bajót e Nagymarton – fu incamerata da Simone, che, tuttavia, fu costretto a provare la legittimità del suo diritto di proprietà su quest'ultimo luogo durante una controversia insorta contro i figli del proprietario originale e sleale Ayan nel 1230. Il cognome della sua famiglia, Nagymartoni e, meno frequentemente, Bajóti, sarebbe derivato da questi due villaggi e sarebbe sopravvissuto in tale forma fino alla prima metà del XIV secolo. Intorno alla fine degli anni 1220, a Simone fu concessa anche Csenke, nel comitato di Strigonio (situata nei pressi dell'odierna Mužla, in Slovacchia) da Andrea II.
Nel 1232, Andrea II permise al suddetto Teha di vendere il suo feudo di Besenyő (oggi Pöttsching, in Austria), precedentemente acquisita da suo padre a titolo di donazione reale, a Simone per 500 marchi, in cambio del pagamento del suo debito con la camera reale. A quel tempo, Simone apparteneva alla cerchia più intima del re. Servì come ispán del comitato di Giavarino dal 1232 al 1234, ma è plausibile che avesse mantenuto tale dignità fino alla morte di Andrea nel 1235. Simone fu membro di quella delegazione diplomatica di tre membri, insieme al palatino Dionigi, figlio di Ampud, e Rembaldo di Voczon, presso la Santa Sede nella prima metà del 1232, che il re inviò per lamentarsi contro Roberto, arcivescovo di Strigonio, che aveva posto l'Ungheria sotto un interdetto a febbraio, a causa dell'impiego di ebrei e musulmani nell'amministrazione reale. Simone figurò tra quei nobili presenti di persona in occasione del solenne giuramento di Bereg nel settembre del 1233. Simone ricoprì il ruolo di pristaldus (balivo reale) nel 1235 per nominare Andrea Igmánd nuovo signore di una porzione di Csanak vicino a Igmánd, nel comitato di Komárom.

#### Lotte con i mongoli
(Ruggero di Puglia, Carmen miserabile)
Béla IV salì al trono ungherese nel 1235. A differenza di molti nobili vicini a suo padre Andrea, Simone non perse il favore del monarca, sebbene Csenke gli fosse stato confiscata e donata al ciambellano Teha da re Béla. È possibile che Teha avesse una qualche base legale sul territorio di Röjtökör, e Béla lo avesse compensato con Csenke.

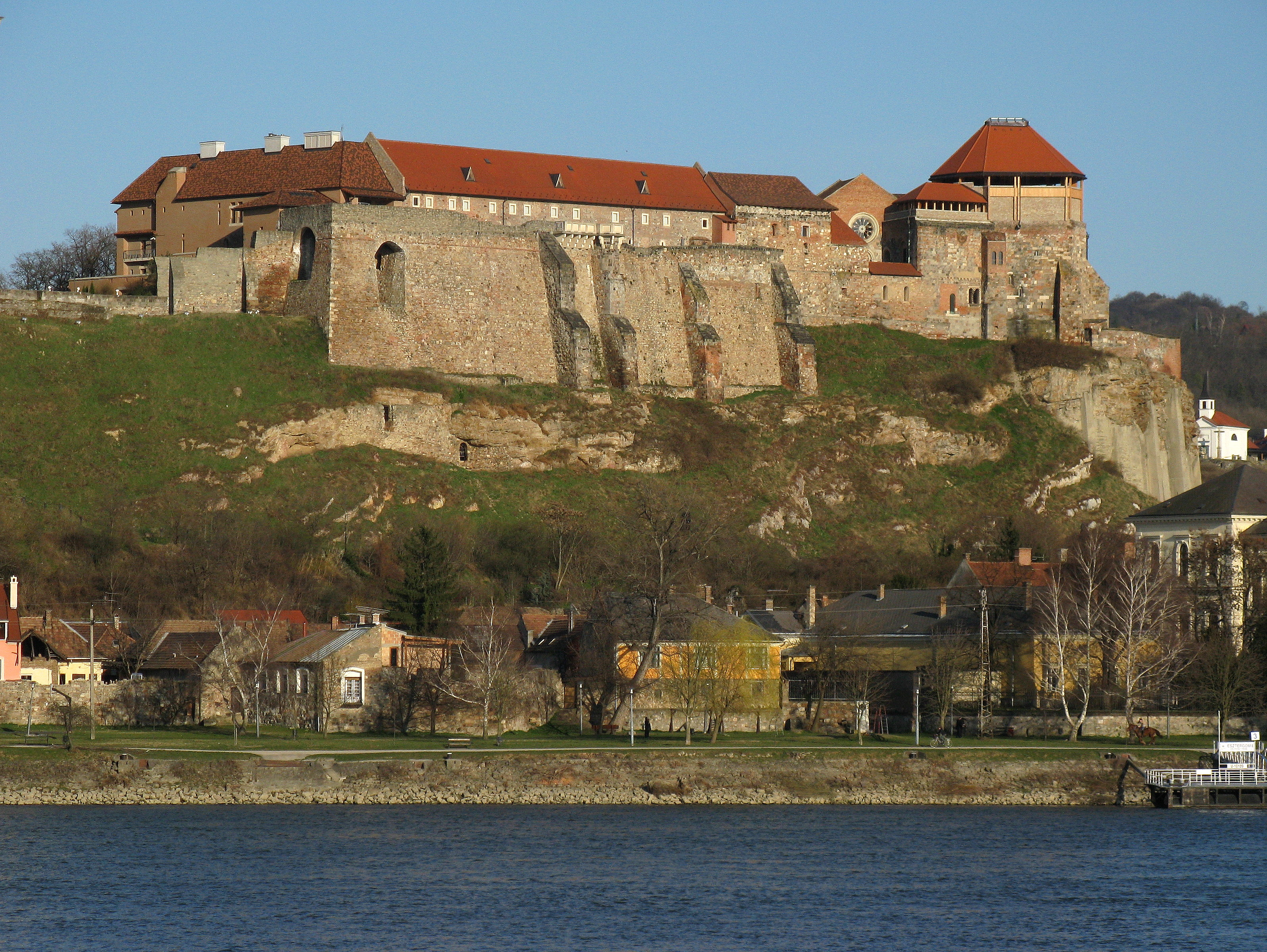
Le mura di pietra del castello di Strigonio, difese da Simone durante la prima invasione mongola dell'Ungheria

Quando ebbe luogo la prima invasione mongola dell'Ungheria nella primavera del 1241, Simone giocò un ruolo fondamentale nei mesi successivi. Sia Simone che Bertrando parteciparono alla disastrosa battaglia di Mohi l'11 aprile 1241. Mentre Béla IV e la corte reale fuggirono in Dalmazia, Simone rientrò tra i nobili che allestirono una resistenza armata contro gli invasori nel 1241-1242. Il contemporaneo Ruggero di Puglia narra dettagliatamente il suo ruolo nelle successive operazioni militari. Mentre i mongoli procedevano a devastare il grosso dei luoghi non fortificati nell'Ungheria orientale, la maggioranza degli ungheresi si rifugiò in castelli e chiese fortificate nell'Alta Ungheria e nel Transdanubio. Simone ricevette l'incarico di supervisionare la guarnigione del castello di Strigonio. All'inizio del 1242, i mongoli attraversarono il Danubio ghiacciato, sperando di saccheggiare i territori più ricchi dell'Ungheria, oltre a inseguire e catturare re Béla. Batu Khan decise di assaltare Strigonio nel gennaio del 1242 e gli invasori colpirono le mura di Strigonio con trenta catapulte e baliste. Espugnate facilmente le mura e le torri di legno, fecero riempire il fossato di terra ai prigionieri e Ruggero di Puglia racconta che quando i magiari e gli stranieri in città si resero conto che stava per cadere, incendiarono le loro case insieme a enormi quantità di tessuti tinti e altri beni di valore. Uccisero quindi gli animali e seppellirono il loro oro e argento, o lo inviarono alla cittadella, l'unica fortificazione interamente in pietra in zona. Mentre il resto dell'agglomerato urbano veniva saccheggiato, molti cittadini si ritirarono nella cittadella, dove Simone e i suoi soldati si erano asserragliati resistendo con successo alle incursioni. Batu ordinò ai suoi ingegneri di abbattere le mura della cittadella, sperando di raggiungere i beni di valore al suo interno, ma le catapulte non riuscirono a sortire danni sufficienti, costringendolo a tentare di assaltare la cittadella. I mongoli furono respinti più volte, e Ruggero notò l'efficacia dei balestrieri di Simone nell'infliggere enormi danni alle forze mongole (il termine esatto usato da Ruggero, «balistarii», veniva impiegato nella maggior parte delle fonti contemporanee per riferirsi ai balestrieri; nonostante una certa confusione, lui e altri cronisti contemporanei si riferivano solitamente a macchine d'assedio come le baliste come «machina»). Avendo riportato pesanti perdite, Batu tolse l'assedio e marciò verso la Transdanubio occidentale, lasciandosi alle spalle Strigonio.
Dopo l'assedio di Strigonio, Simone e Bertrando completarono diverse missioni diplomatiche nel corso del 1242 per conto di Béla IV, al fine di ottenere assistenza militare e aiuti finanziari contro i mongoli. Allo scopo di ricompensarlo per i suoi meriti militari, Béla IV restituì a Simone il territorio di Csenke con la sua isola annessa nel comitato di Strigonio nel gennaio del 1243. Ai fratelli furono concesse contemporaneamente diverse terre dal sovrano: Béla separò il feudo di Gadundorf dal castello di Moson nel comitato di Moson, Zolonta dal castello di Pozsony (l'attuale quartiere di Okoč, in Slovacchia), Pucyn del castello di Sopron, Kesző di Vágköz (la zona tra il Danubio e Vág [Váh]) del castello di Komárom e cedette questi possedimenti a Simon e Bertrand. Béla affidò inoltre ai fratelli il compito di popolare, coltivare e sviluppare queste terre, la cui popolazione era fuggita o aveva perduto la vita durante l'invasione mongola. Béla IV confermò poi il diritto di Simone a possedere Röjtökör nel giugno del 1243. È possibile che avesse acquisito ulteriori latifondi nel comitato di Strigonio tramite una donazione reale nel 1243 o nel 1244.
Intorno al novembre del 1250, Béla IV spedì Simone alla Santa Sede per consegnare la sua famosa «lettera tartara» a papa Innocenzo IV. Il monarca ungherese chiese aiuto al pontefice affinché fosse scongiurato il rischio di un nuovo assalto mongolo su vasta scala. Béla domandò a Innocenzo di ricevere i suoi emissari, Simone Nagymartoni e Bartolomeo il Grosso, il vescovo di Pécs, che rimase nei feudi di famiglia in Borgogna e non fece mai ritorno in Ungheria dopo una precedente legazione, e ascoltò il loro resoconto sulla situazione dell'Ungheria e sulle difficoltà nella difesa contro i mongoli. Per ragioni storiche e filologiche, lo storico Imre Szentpétery ha datato la lettera all'anno 1250. Esistono però delle argomentazioni a favore di altre date, in particolare il 1248, il 1253 o il 1254. Si tratta dell'ultima informazione nota in merito a Simone, spentosi poco dopo il 1250. Dal suo matrimonio con una nobildonna non identificata nacquero due figli, Simone (II) e Michele, citati per la prima volta in documenti risalenti agli anni Settanta del Duecento. La famiglia dei Nagymartoni, le cui fortune si susseguirono fino al 1446, discendeva dai due figli di Simone. La famiglia raggiunse il suo apogeo politico e aristocratico quando suo nipote Paolo ricoprì la carica di giudice reale per due decenni nella prima metà del XIV secolo.